# تیک تاک (فیلم)
تیک تاک فیلمی ایرانی محصول ۱۳۷۱ به کارگردانی محمدعلی طالبی است.

## خلاصه داستان
مادر حسن برای تشویق فرزندش که در کلاس دوم دبستان درس می‌خواند، ساعتی را که یادگار شوهرش است، به معلم می‌سپارد تا به حسن بدهد…